# Резервный банк Зимбабве
Резервный банк Зимбабве (англ. Reserve Bank of Zimbabwe) — центральный банк Зимбабве.

## История
В 1956 году начал операции Банк Родезии и Ньясаленда. После распада Федерации Родезии и Ньясаленда вышедшие из её состава государства создали свои центральные банки. В 1964 году создан Резервный банк Родезии. В 1965 году Банк Родезии и Ньясаленда ликвидирован, его активы разделены между Резервным банком Родезии, Банком Замбии и Резервным банком Малави.
В 1981 году Резервный банк Родезии переименован в Резервный банк Зимбабве.